# Beesby
Beesby är en by i civil parish Beesby with Saleby, i distriktet East Lindsey, i grevskapet Lincolnshire, i England. Byn är belägen 15 km från Louth. Beesby in the Marsh var en civil parish fram till 1987 när blev den en del av Beesby with Saleby. Civil parish hade 100 invånare år 1961. Byn nämndes i Domedagsboken (Domesday Book) år 1086, och kallades då Besebi/Bizebi.